# Winston Groom
Winston Francis Groom Jr. (Washington, 1943. március 23. – Fairhope, Alabama, 2020. szeptember 17.) amerikai író.

## Művei

### Regények
- Better Times Than These (1978)
- As Summers Die (1980)
- Only (1984)
- Forrest Gump (1986)
  - Forrest Gump (1994); fordította Süle Gábor; JLX, Budapest
- Gone the Sun (1988)
- Gump and Co. (1995)
  - Gump & Tsa (1995); fordította Szentgyörgyi József, JLX, Budapest
- Such a Pretty, Pretty Girl (1998)
- El Paso (2016)
  - El Paso (2016); fordította Lázár Júlia, Tarandus, Győr

### Történelmi könyvek
- Conversations with the Enemy: the story of P.F.C. Robert Garwood (1982, Duncan Spencerrel)
- Shrouds of Glory: From Atlanta to Nashville: The Last Great Campaign of the Civil War (1995)
- A Storm in Flanders: The Triumph and Tragedy on the Western Front (2002)
- 1942: The Year that Tried Men's Souls (2004)
- Patriotic Fire: Andrew Jackson and Jean Laffite at the Battle of New Orleans (2006)
- Vicksburg, 1863 (2010)
- Kearny's March: The Epic Creation of the American West, 1846-1847  (2011)
- Ronald Reagan: Our 40th President (2012)
- Shiloh, 1862 (2012)
- The Aviators: Eddie Rickenbacker, Jimmy Doolittle, Charles Lindbergh, and the Epic Age of Flight (2013)
- The Generals: Patton, MacArthur, Marshall, and the Winning of World War II (2015)
- The Allies: Roosevelt, Churchill, Stalin, and the Unlikely Alliance That Won World War II (2018)

### egyéb
- Gumpisms – The Wit and Wisdom of Forrest Gump (1994)
  - Gumpizmus – Forrest Gump bölcsessége és humora  (1997); fordította Süle Gábor, JLX, Budapest
- The Crimson Tide: An Illustrated History of Football at the University of Alabama (2002)
- The Crimson Tide: The Official Illustrated History of Alabama Football, National Championship Edition (2010)